# Visokofrekventna trgovina
Tehnike visokofrekventnog trgovanja (engl. high-frequency trading, HFT) predstavljaju jednu od kategorija algoritamskog trgovanja. Za ovakve tehnike trgovanja karakteristično je da se pozicije otvaraju veoma često (po nekada se realizuje i više stotina ili hiljada trgovanja tokom jednog dana), a takva trgovanja se realizuju u veoma kratkim vremenskim periodima (od nekoliko milisekundi a najviše do nekoliko sati). Uspešnost HFT se bazira na tome da je pomoću odgovarajućeg softvera moguće pratiti i obraditi veliku količinu informacija sa tržišta i time reagovati znatno brže nego što to mogu ljudi koji se bave trgovanjem. Ovakve tehnike trgovanja značajno poboljšavaju likvidnost tržišta. Mogu se koristiti pri trgovanju akcijama na berzi stranog novca, i prilikom trgovanja drugim finansijskim instrumetima kojima se može elektronski trgovati.